# Niederdorf (Zwitserland)

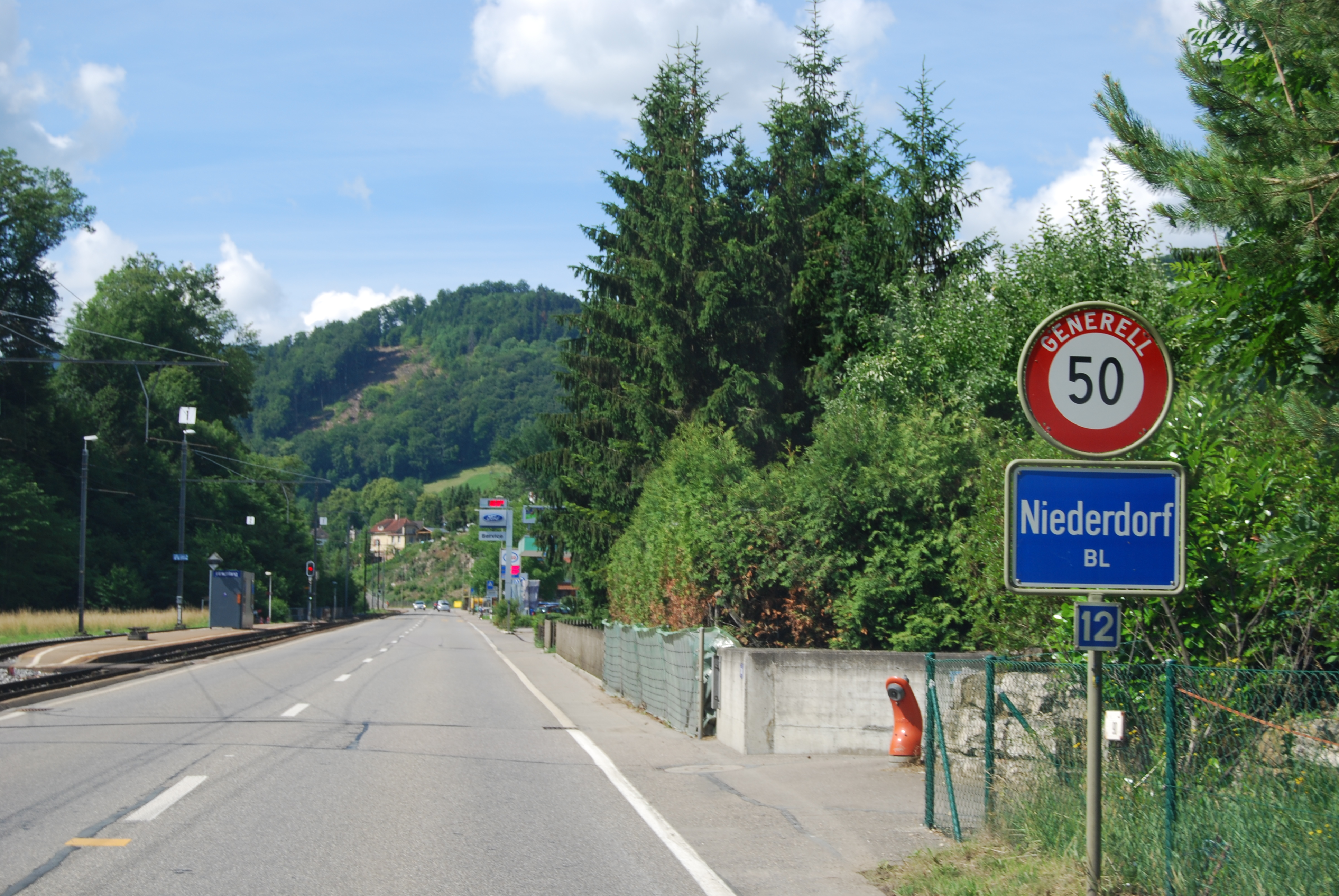
Niederdorf

Niederdorf is een gemeente en plaats in het Zwitserse kanton Basel-Landschaft, en maakt deel uit van het district Waldenburg.
Niederdorf telt 1.730 inwoners.